# Erpa
Die Erpa ist ein zehn Kilometer langer, orografisch linksseitiger beziehungsweise südwestlicher Bach im Rhein-Erft-Kreis im westlichen Teil Nordrhein-Westfalens. Er ist ein Zufluss des Lechenicher Mühlenbachs, eines natürlichen Arms des Rotbachs, der  bei der im 19. Jahrhundert erfolgten Bachregulierung erhalten blieb.

## Name
Der Name leitet sich vermutlich von Erl-apa = Erlen-Bach ab. Aus der ersten urkundlichen Erwähnung des Ortes Erp als „Erlipen“ im Jahre 1140 konnte man auf eine Siedlung an einer Erl-apa, an einem Erlen-Bach schließen, so dass die Erpa gleichzeitig als Namensgeber des Erftstädter Ortes Erp gilt.

## Geographie

### Verlauf
Die Erpa entspringt südlich von Erftstadt am Ortsrand von Weiler in der Ebene und fließt südwestlich von Erp auf das Stadtgebiet; kurz vor dem Erftstädter Stadtgebiet fließt der Weilerbach in die Erpa. Sie entspringt dort am westlichen Rand einer der nach Osten gekippten Schollen, die die Zülpicher Börde gliedern.
Der Bach verläuft zuerst durch landwirtschaftlich genutzte Flächen westlich von Erp und führt danach durch den Ort. Nachdem sie Erp verlassen hat, fließt sie zumeist in nordöstlicher Richtung, um schließlich nördlich von Erftstadt-Ahrem vor der nächsten Verwerfungskante in den Lechenicher Mühlenbach zu münden. (→ Geologie der Niederrheinischen Bucht)

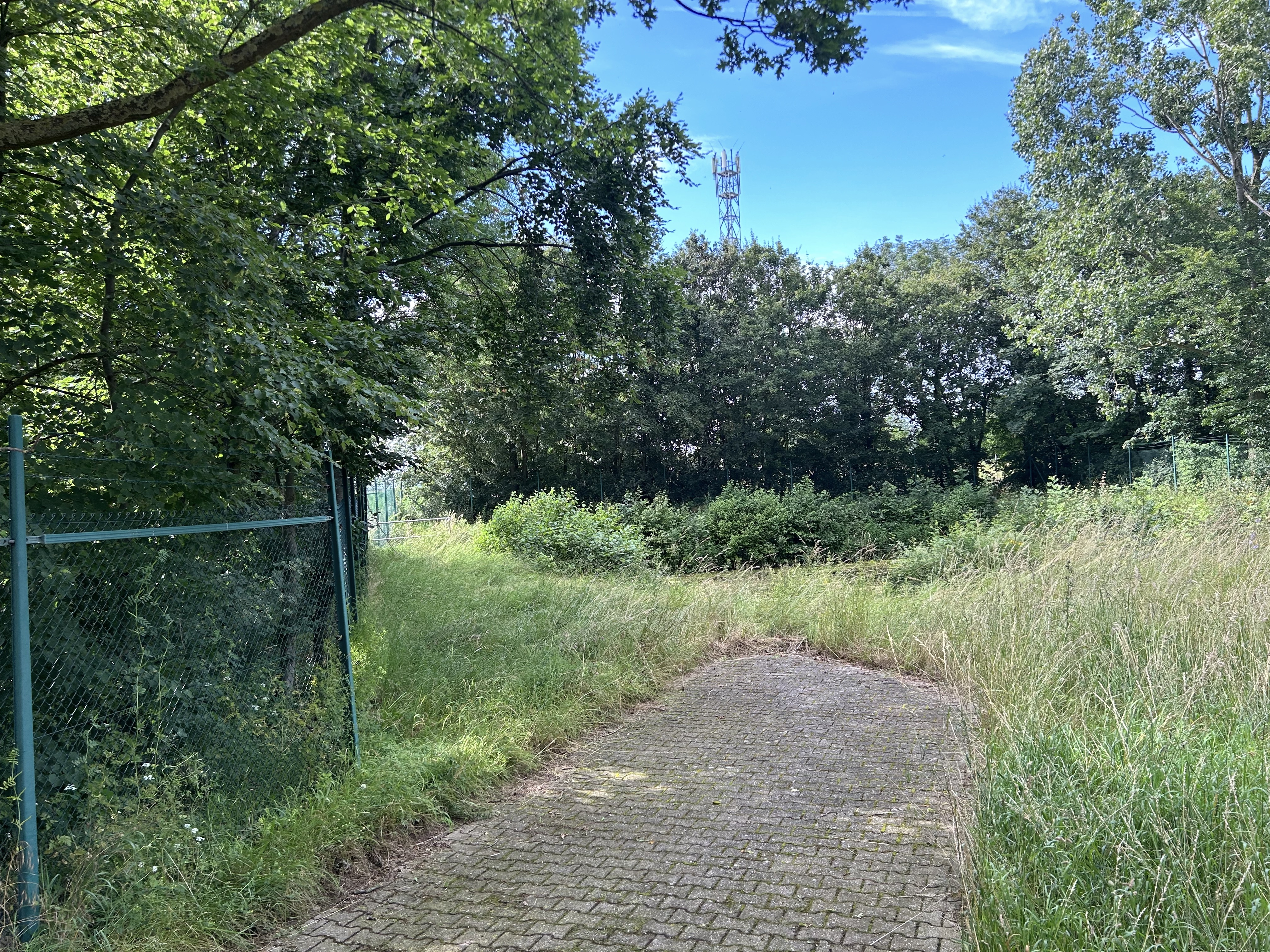
Die Erpa entspringt am Rand von Weiler in der Ebene im Bereich eines Regenklärbeckens
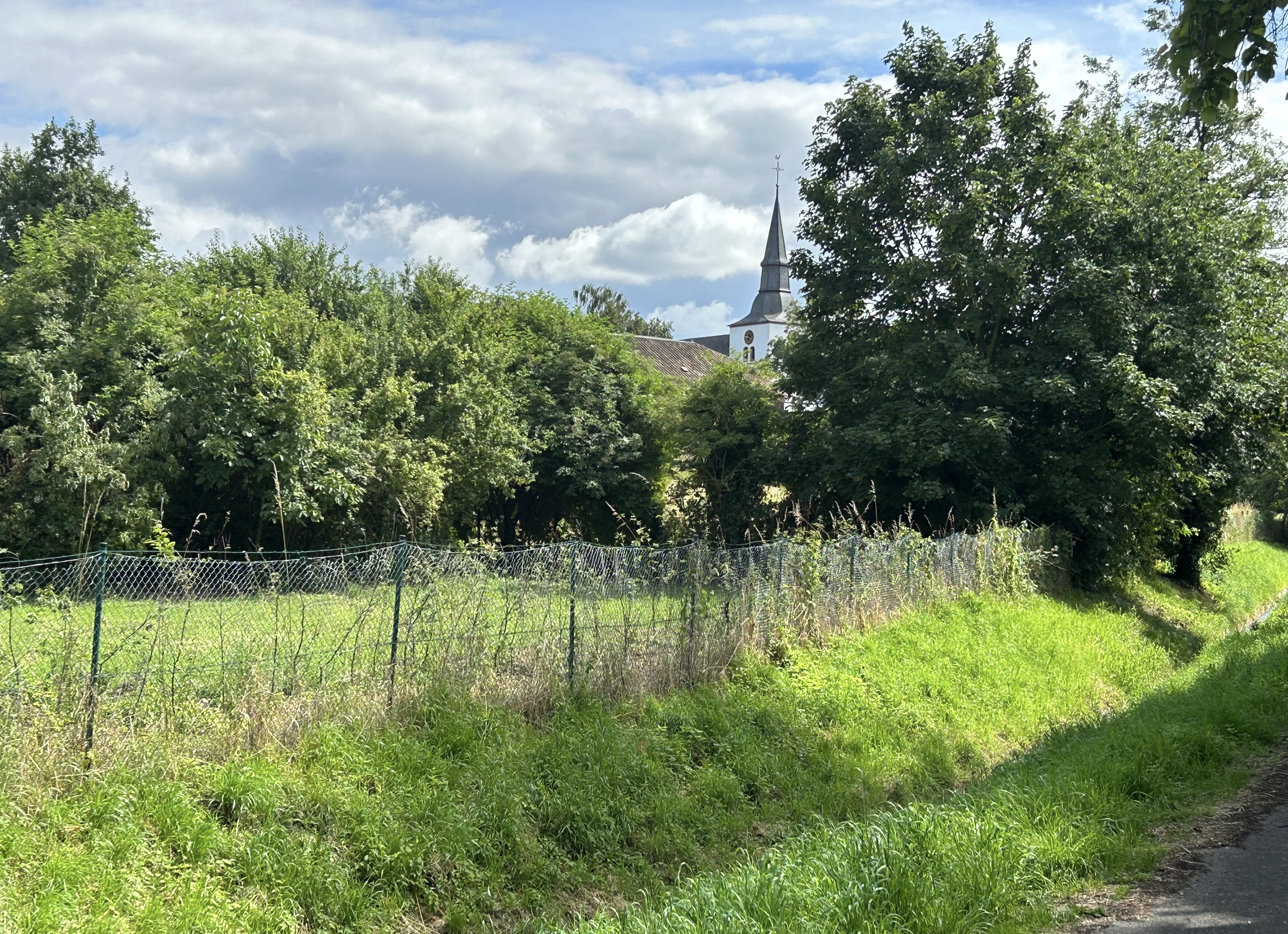
Erpa in Erp, im Hintergrund St. Pantalon

### Zuflüsse
- Weilerbach (rechts), 1,1 km, 0,86 km²

## Hochwasser und Hochwasserschutz
Der Bach beeinflusst das Leben in Erp, da an seinen Ufern Äcker und Häuser liegen, die bei sehr starken Regenfällen überschwemmt werden. Die hochwassergefährdeten  Abschnitte liegen an der Mündung des Baches.